# Unterseeboot 757
L'Unterseeboot 757 ou U-757 est un sous-marin allemand (U-Boot) de type VIIC utilisé par la Kriegsmarine pendant la Seconde Guerre mondiale.
Le sous-marin fut commandé le 9 octobre 1939 à Wilhelmshaven (Kriegsmarinewerft), sa quille fut posée le 18 mai 1940, il fut lancé le 14 décembre 1941 et mis en service le 28 février 1942 sous le commandement de l'Oberleutnant zur See Friedrich Deetz.
Il est coulé par un navire de guerre canadien et britannique dans l'Atlantique Nord en janvier 1944.

## Conception
Unterseeboot type VII, l'U-757 avait un déplacement de 769 tonnes en surface et 871 tonnes en plongée. Il avait une longueur totale de 67,10 m, un maître-bau de 6,20 m, une hauteur de 9,60 m et un tirant d'eau de 4,74 m. Le sous-marin était propulsé par deux hélices de 1,23 m, deux moteurs diesel Germaniawerft M6V 40/46 de 6 cylindres en ligne de 1400 cv à 470 tr/min, produisant un total de 2 060 à 2 350 kW en surface et de deux moteurs électriques Brown, Boveri & Cie GG UB 720/8 de 375 cv à 295 tr/min, produisant un total 550 kW, en plongée. Le sous-marin avait une vitesse en surface de 17,7 nœuds (32,8 km/h) et une vitesse de 7,6 nœuds (14,1 km/h) en plongée. Immergé, il avait un rayon d'action de 80 milles marins (150 km) à 4 nœuds (7,4 km/h; 4,6 milles par heure) et pouvait atteindre une profondeur de 230 m. En surface son rayon d'action était de 8 500 milles nautiques (soit 15 700 km) à 10 nœuds (19 km/h).
 L'U-757 était équipé de cinq tubes lance-torpilles de 53,3 cm (quatre montés à l'avant et un à l'arrière) qui contenait quatorze torpilles. Il était équipé d'un canon de 8,8 cm SK C/35 (220 coups) et d'un canon antiaérien de 20 mm Flak. Il pouvait transporter 26 mines TMA ou 39 mines TMB. Son équipage comprenait 4 officiers et 40 à 56 sous-mariniers.

## Historique
Il reçut sa formation de base au sein de la 6. Unterseebootsflottille jusqu'au 1er septembre 1942, puis il intégra sa formation de combat dans cette même flottille.
Sa première patrouille est précédée de courts trajets de Kiel à Kristiansand puis Bergen. Elle commence le 26 septembre 1942 au départ de Bergen autour de la ligne GIUK. Il atteint Saint-Nazaire après 29 jours en mer le 24 octobre 1942.
Sa deuxième patrouille se déroule du 12 au 25 décembre 1942, soit 14 jours en mer. Il navigue à l'ouest du golfe de Gascogne en ne rencontrant aucun succès.
Il quitte Saint-Nazaire le 22 février 1943 pour sa troisième patrouille dans l'Atlantique Nord.
 Le 11 mars 1943 à 2 h 42, l'U-757 torpille le navire marchand américain William C. Gorgas de 7 197 tonneaux qui transporte également l'embarcation de débarquement HMS LCT-2398, jaugeant 291 tonneaux. 22 des 73 marins périrent lors de l'attaque. Les 51 survivants sont secourus cinq heures après par le destroyer britannique HMS Harvester. Dans l'après-midi, l'Harvester est coulé à son tour par l'U-432, seulement 12 hommes du Gorgas sont repêchés par la corvette Aconit et débarqués à Gourock.
 Une minute après le naufrage, des explosifs stockés dans le cargo explosent sous l'eau provoquant de gros dommages ;  plusieurs sous-mariniers membres d'équipage sont blessés. L'explosion provoque une fuite de diesel du côté tribord et met les deux batteries hors d'usage. L'U-Boot est incapable de plonger. Les 13 et 14 mars, l'U-119 tente d'apporter de l'assistance médicale aux blessés ; en raison d'une forte houle, le transport d'un médecin à bord est annulé et l'U-757 est escorté par l'U-359 jusqu'en France. Les réparations prennent quatre mois, ce qui permet à l'équipage de partir en permission en Allemagne.
Il reprend la mer pour sa quatrième patrouille le 7 juillet 1943, l'amenant jusqu'au large de la Guinée. Un mois plus tard, l'U-757 envoie par le fond un cargo norvégien à environ 300 milles nautiques à l'ouest de la Sierra Leone, après avoir été distancé par le convoi OS-52 au large de Bathurst. Le navire coule en cinq minutes, tuant trois marins ainsi qu'un artilleur britannique. Les survivants abandonnent le navire dans des canots de sauvetage et des radeaux, puis sont secourus deux jours plus tard par le vapeur américain Idaho, après avoir été localisés par un hydravion Catalina.
Durant le mois de novembre, l'U-757 effectue des sorties d'une durée de trois jours dans le golfe de Gascogne.
Friedrich Deetz est promu Korvettenkapitän le 1er janvier 1944.
Lors de sa quatrième sortie, le 8 janvier 1944, l'U-757 est coulé dans l'Atlantique Nord au sud-ouest de l'Irlande, à la position 50° 33′ N, 18° 03′ O, par des charges de profondeur de la frégate britannique HMS Bayntun (en) et de la corvette canadienne HMCS Camrose (en).
Les 49 membres d'équipage meurent dans cette attaque.

## Affectations
- 6. Unterseebootsflottille du 28 février 1942 au 1er septembre 1942 (Période de formation).
- 6. Unterseebootsflottille du 1er septembre 1942 au 8 janvier 1944 (Unité combattante).

## Commandement
- Korvettenkapitän Friedrich Deetz du 28 février 1942 au 8 janvier 1944.

## Patrouilles
|       | Commandant             | Départ            | Départ       | Arrivée           | Arrivée      | Jours     | Succès   |
| ----- | ---------------------- | ----------------- | ------------ | ----------------- | ------------ | --------- | -------- |
|       | Kptlt. Friedrich Deetz | 15 septembre 1942 | Kiel         | 16 septembre 1942 | Kristiansand | 2 jours   |          |
|       | Kptlt. Friedrich Deetz | 18 septembre 1942 | Kristiansand | 19 septembre 1942 | Bergen       | 2 jours   |          |
| 1     | Kptlt. Friedrich Deetz | 26 septembre 1942 | Bergen       | 24 octobre 1942   | St. Nazaire  | 29 jours  |          |
| 2     | Kptlt. Friedrich Deetz | 12 décembre 1942  | St. Nazaire  | 25 décembre 1942  | St. Nazaire  | 14 jours  |          |
| 3     | Kptlt. Friedrich Deetz | 22 février 1943   | St. Nazaire  | 18 mars 1943      | St. Nazaire  | 25 jours  | 7 488    |
| 4     | Kptlt. Friedrich Deetz | 7 juillet 1943    | St. Nazaire  | 4 septembre 1943  | St. Nazaire  | 60 jours  | 4 116    |
| 5     | Kptlt. Friedrich Deetz | 31 octobre 1943   | St. Nazaire  | 2 novembre 1943   | St. Nazaire  | 3 jours   |          |
| L     | Kptlt. Friedrich Deetz | 16 novembre 1943  | St. Nazaire  | 18 novembre 1943  | St. Nazaire  | 3 jours   |          |
| L     | Kptlt. Friedrich Deetz | 20 novembre 1943  | St. Nazaire  | 22 novembre 1943  | St. Nazaire  | 3 jours   |          |
| L     | Kptlt. Friedrich Deetz | 29 novembre 1943  | St. Nazaire  | 1er décembre 1943 | St. Nazaire  | 3 jours   |          |
| L     | Kptlt. Friedrich Deetz | 29 décembre 1943  | St. Nazaire  | 8 janvier 1944    | Coulé        | 11 jours  |          |
| Total | Total                  | Total             | Total        | Total             | Total        | 155 jours | 11 604 t |

Note : Kptlt. = Kapitänleutnant

### OpérationsWolfpack
L'U-757 a opéré avec les Wolfpacks (meute de loups) durant sa carrière opérationnelle.
- Panther (6-10 octobre 1942)
- Neuland (4-12 mars 1943)
- Sans nom (11-29 juillet 1943)
- Rügen 5 (6-7 janvier 1944)
- Rügen (7-8 janvier 1944)

## Navires coulés
L'U-757 a coulé 2 navires marchands totalisant 11 313 tonneaux et 1 navire de guerre de 291 tonneaux au cours des 5 patrouilles (155 jours en mer) qu'il effectua.
| Date         | Nom                    | Nationalité | Tonnage | Convoi | Fait  | Localisation         |
| ------------ | ---------------------- | ----------- | ------- | ------ | ----- | -------------------- |
| 11 mars 1943 | William C. Gorgas      | USA         | 7 197   | HX-228 | Coulé | 51° 35′ N, 28° 30′ O |
| 11 mars 1943 | HMS LCT-2398 [Trans.]* | Royal Navy  | 291     | HX-228 | Coulé | 51° 35′ N, 28° 30′ O |
| 7 août 1943  | Fernhill               | Norvège     | 4 116   | OS-52  | Coulé | 6° 58′ N, 19° 15′ O  |

* Navire coulé pendant qu'il était transporté sur un autre navire.